# Mile End (métro de Londres)
Pour les articles homonymes, voir Mile End.
Mile End est une station des lignes : Central line, District line et Hammersmith & City line, du métro de Londres, en zone 2. Elle est située à Mile End dans le borough londonien de Tower Hamlets.

## À proximité
- La station est proche du Victoria Park et du Mile End Park, et du Regent's Canal.
- L'université de Londres Queen Mary University of London.